# Милосердие (фильм)
«Милосердие» (англ. Mercy) — будущий американский художественный фильм в жанре научно-фантастического триллера режиссёра Тимура Бекмамбетова. Автором сценария стал Марко ван Белле. Главную роль исполнит Крис Прэтт.

## Сюжет
Детектив должен доказать свою невиновность после того, как его обвинили в преступлении.

## В ролях
- Крис Прэтт[2]
- Ребекка Фергюсон
- Аннабель Уоллис
- Кали Рейс
- Рафи Гаврон

## Производство
О начале работы над фильмом стало известно в январе 2024 года. Студия Amazon MGM снимет научно-фантастический фильм «Милосердие» с Крисом Прэттом в главной роли, режиссёром которого стал Тимур Бекмамбетов, автором сценария Марко Ван Белле, а продюсерами — Чарльз Ровен, Роберт Амидон, Бекмамбетов и Маджд Нассиф. Начало основных съёмок запланировано на апрель 2024 года в Лос-Анджелесе. В марте к актёрскому составу присоединились Ребекка Фергюсон и Аннабель Уоллис. В апреле к актёрскому составу присоединились Кали Рейс, Рафи Гаврон, Крис Салливан, Кеннет Чой и Кайли Роджерс.
Съёмки начались в апреле 2024 года. Крис Прэтт получил травму лодыжки на четвёртый день съёмок, опубликовав на своей странице в Instagram фотографию распухшей лодыжки.
Премьера фильма запланирована на 23 января 2026 года, ранее премьера была запланирована на 15 августа 2025 года.